# 14G busz (Székesfehérvár)
A székesfehérvári 14G jelzésű autóbusz az Autóbusz-állomás és Babér utca között közlekedik, a gyári műszakváltások idején, naponta 5 járattal. A viszonylatot a Volánbusz üzemelteti. A 2024. április 2-ai menetrendváltás előtt csak a Köfém lakótelepig közlekedett, napi 3 járattal.

## Útvonala
| Babér utca felé | Autóbusz-állomás felé |
| --- | --- |
| Autóbusz-állomás vá. – Piac tér – Budai út – Seregélyesi út – Adonyi út – Verseci utca – Topolyai utca – Palánkai utca – Kamilla utca – Málna utca – Mályva utca – Berkenye utca – Levendula utca – Repkény utca – Babér utca – Babér utca | Babér utca – Babér utca – Repkény utca – Levendula utca – Berkenye utca – Mályva utca – Berkenye utca – Málna utca – Kamilla utca – Palánkai utca – Topolyai utca – Verseci utca – Adonyi út – Seregélyesi út – Budai út – Piac tér – Autóbusz-állomás vá. |

## Megállóhelyei
| 14G (Autóbusz-állomás – Köfém lakótelep) | 14G (Autóbusz-állomás – Köfém lakótelep) | 14G (Autóbusz-állomás – Köfém lakótelep) | 14G (Autóbusz-állomás – Köfém lakótelep) | 14G (Autóbusz-állomás – Köfém lakótelep) | 14G (Autóbusz-állomás – Köfém lakótelep) | 14G (Autóbusz-állomás – Köfém lakótelep) | 14G (Autóbusz-állomás – Köfém lakótelep)                                    |
| nk, pr* (↓)                              | cs (↓)                                   | Megállóhely                              | pr (↑)                                   | nk (↑)                                   | cs (↑)                                   | Átszállási kapcsolatok | Létesítmények                                                               |
| ---------------------------------------- | ---------------------------------------- | ---------------------------------------- | ---------------------------------------- | ---------------------------------------- | ---------------------------------------- | --- | --------------------------------------------------------------------------- |
| 0                                        | 0                                        | Autóbusz-állomás végállomás              | 18                                       | 20                                       | 23                                       | 10, 11, 11A, 12, 12A, 12Y, 13, 13A, 13G, 13Y, 14, 15, 15Y, 26, 26A, 26G, 27, 36, 37, 38, 40, 41, 42, 43, 44 707, 718, 747, 748, 749, 750, 751, 757, 758, 759, 8000, 8001, 8002, 8010, 8011, 8013, 8030, 8032, 8033, 8035, 8037, 8039, 8040, 8046, 8047, 8048, 8049, 8050, 8055, 8060, 8062, 8065, 8066, 8067, 8068, 8069, 8070, 8078, 8080, 8086, 8090, 8092, 8093, 8095, 8096, 8097, 8098, 8099 1172, 1173, 1174, 1204, 1205, 1215, 1229, 1507, 1510, 1512, 1529, 1563, 1706, 1707, 1734, 1758, 1803, 1808, 1809, 1822, 1823, 1824, 1826, 1840, 1841, 1842, 1843, 1844, 1845, 1853 | Autóbusz-állomás, Alba Plaza, Belváros                                      |
| 2                                        | 5                                        | Gáz utca / Budai út                      | 16                                       | 18                                       | 19                                       | 14, 22, 23, 23E, 31E, 40, 41, 42, 43, 44 707, 747, 748, 749, 750, 751, 757, 758, 759, 8030, 8032, 8033, 8035, 8037, 8039 1803, 1823, 1824 | Alba Regia Sportcentrum                                                     |
| 3                                        | 6                                        | Zrínyi utca                              | 15                                       | 17                                       | 18                                       | 14, 22, 23, 23E, 31E, 33, 34, 40, 41, 42, 43, 44 | SZC Széchenyi István Technikum                                              |
| 4                                        | 7                                        | Király sor / Budai út                    | 14                                       | 15                                       | 16                                       | 14, 22, 23, 23E, 31E, 33, 34, 40, 41, 42, 43, 44 707, 747, 748, 749, 750, 751, 757, 758, 759, 8030, 8032, 8033, 8035, 8037, 8039 1172, 1173, 1174, 1204, 1205, 1215, 1229 |                                                                             |
| 5                                        | 8                                        | Mentőállomás                             | 13                                       | 14                                       | 14                                       | 14, 16, 30, 40, 41, 42, 43, 44 8030, 8032, 8033, 8035, 8037, 8039 1529, 1803, 1823, 1824, 1826, 1841 | Mentőállomás, Fejér Megyei Szent György Egyetemi Oktató Kórház, Halesz park |
| 7                                        | 10                                       | Seregélyesi út 75.                       | -                                        | -                                        | -                                        | 42 8032, 8035, 8037, 8039 | Lidl                                                                        |
| 9                                        | 12                                       | Berkes Ferenc lakótelep                  | 11                                       | 11                                       | 10                                       | 14, 20 |                                                                             |
| 11                                       | 14                                       | Köfém lakótelep                          | 9                                        | 9                                        | 9                                        | 14, 17, 20, 22 707, 740, 748 | Könnyűfémmű                                                                 |
| 12                                       | 15                                       | Palánkai utca                            | 8                                        | 8                                        | 8                                        | 20 | ALDI, Merx Áruház                                                           |
| 13                                       | 16                                       | Bokor utca                               | 7                                        | 7                                        | 7                                        | 20 |                                                                             |
| 14                                       | 17                                       | Málna utca                               | 6                                        | 6                                        | 6                                        | 20, 24, 37 |                                                                             |
| 15                                       | 18                                       | Mályva utca                              | 5                                        | 5                                        | 5                                        | 20, 24, 37 |                                                                             |
| 16                                       | 19                                       | Berkenye utca                            | 3                                        | 3                                        | 3                                        | 20, 24, 37 |                                                                             |
| 17                                       | 20                                       | Rozmaring utca                           | 2                                        | 2                                        | 2                                        | 20, 37 |                                                                             |
| 18                                       | 21                                       | Kamilla utca                             | 1                                        | 1                                        | 1                                        | 20, 24, 37 |                                                                             |
| 20                                       | 23                                       | Babér utca végállomás                    | 0                                        | 0                                        | 0                                        | 12Y, 13G, 14, 16, 20, 42 |                                                                             |

*cs: csúcsidőszak, hosszabb menetidő; nk: napközben, normál menetidő; pr: peremidőszak, rövidebb menetidő